# Achille Starace
Achille Starace, italijanski general in politik, * 18. avgust 1889, Sannicola, Apulija, Kraljevina Italija, † 29. april 1945, Milano, Kraljevina Italija.
Kot vojak se je proslavil v prvi svetovni vojni. Po vojni se je preselil v Trento, kjer se je leta 1920 vključil v fašistično gibanje in hitro postal lokalni politični tajnik ter pritegnil Mussolinijevo pozornost. Že jeseni naslednje leto je postal podsekretar Nacionalne fašistične stranke in leta 1922 sodeloval v pohodu na Rim.
V stranki se je hitro vzpenjal, tudi na račun skoraj fanatične privrženosti Mussoliniju. Leta 1931 je postal tajnik stranke in močno pripomogel h gradnji Mussolinijevega kulta osebnosti, ni pa mu uspelo vzbuditi vsesplošnega navdušenja nad fašizmom med Italijani, kot je to uspelo nacistom v Nemčiji.
Leta 1935 je kot poveljnik sodeloval v invaziji na Etiopijo, nato pa se je vrnil na politični položaj. Tajnik je bil skupno osem let, dlje kot katerikoli njegov predhodnik, a si je z leti pridobil mnogo sovražnikov, ki so leta 1939 dosegli njegovo odstavitev. Imenovan je bil za poveljnika štaba črnosrajčnikov, s tega položaja so ga leta 1941 odstavili zaradi nesposobnosti. Po padcu Mussolinijevega režima leta 1943 so ga najprej za kratek čas aretirali Badogliovi rojalisti, nakar si je neuspešno poskušal spet pridobiti Mussolinijevo naklonjenost v Italijanski socialni republiki. Tokrat so ga zaprli njegovi nekdanji kolegi na podlagi obtožb, da je stranko kot tajnik oslabil, in poslali v taborišče v Veroni.
Po izpustitvi se je preselil v Milano. 29. aprila 1945 so ga na ulici prepoznali partizani, ga prijeli in ga odvedli na Piazzale Loreto, kjer je visel Mussolini. Starace mu je pred usmrtitvijo salutiral, nato pa je bil obešen ob njem.